# Parafia Matki Bożej Różańcowej w Lancaster
Parafia Matki Bożej Różańcowej w Lancaster (ang. Holy Mother of the Rosary Parish in Lancaster) – parafia katedralna Polskiego Narodowego Kościoła Katolickiego w USA i Kanadzie (PNKK) położona w diecezji Buffalo-Pittsburgh na terenie Stanów Zjednoczonych Ameryki Północnej. Parafia nie wchodzi w skład żadnego z senioratów (dekanatów) i tworzy odrębną jednostkę administracyjną. Proboszczem parafii jest biskup John Mack. Wikariuszem parafii jest ks. Gary J. Spencer, we wspólnocie posługuje również ks. diak. Tomasz Klusek. Msze św. w języku angielskim sprawowane są codziennie o godz. 8:00, a w niedziele dodatkowo o godzinie 11:00.

## Historia parafii
Za genezę powstania parafii Matki Bożej Różańcowej, można uznać spór polskich parafian z ks. Janem Pitassem mający miejsce pod koniec XIX wieku w parafii w Lancaster. W wyniku starań miejscowej polonii doszło w 1866 r. do pobudowania nowego kościoła i erygowania drugiej parafii polskiej pw. św. Wojciecha, postanowiono jednak erygować kolejną, niezależną już od Biskupów amerykańskich, polską parafie. W 1896 r. parafie objął ks. Stefan Kamiński, który niedługo potem przyjął sakrę biskupią. Ośrodek kościelny w Buffalo, przybrał nazwę Kościół Polskokatolicki w Ameryce Północnej bądź też Kościół Niezależny w Ameryce Północnej. Po śmierci bp Stefana Kamińskiego w 1911r., jego parafie przyłączyły się do uformowanego już wówczas ośrodka w Scranton. Biskup Franciszekm Hodur na proboszcza tej nowej swojej placówki wyznaczył ks. Walentego Gawrychowskiego. We wrześniu 1945 r. odbył się w Buffalo IX Synod PNKK.
Na początku lat 90. rozpoczęła się emigracja Polaków do podmiejskich dzielnic Buffalo, w 1992 roku postanowiono o przeniesieniu parafii na przedmieścia miasta. Ostatnia msza św. odbyła się w końcu 1993 roku. Tymczasowe miejsce liturgiczne zostało znalezione w starym Kościele Zwiastowania na Clinton Street w Elmie. W Lancaster, zaś rozpoczęto budowę nowej katedry, otwartej w 1995. Część wyposażenia starej katedry zostało przeniesione do nowego kompleksu, wliczając w to piękne szklane witraże świętych, wspaniałe organy, oryginalny kamień węgielny i dzwonki katedralne, które były ostatnio zostały zainstalowane we wspaniałej wieży dzwonniczej.